# Alléorangelav
Alléorangelav (Caloplaca chrysophthalma) är en lavart som beskrevs av Gunnar Bror Fritiof Degelius. 
Alléorangelav ingår i släktet orangelavar och familjen Teloschistaceae.  Arten är reproducerande i Sverige. Inga underarter finns listade i Catalogue of Life.